# Luchthaven Hostomel
Antonov Airport (Oekraïens: аеропорт «Антонов»), ook bekend als Luchthaven Hostomel (of Gostomel), is een internationale vrachtluchthaven en testfaciliteit in Oekraïne. De vluchthaven is gelegen in de buurt van Hostomel, een noordwestelijke buitenwijk van Kiev.
Vliegtuigbouwbedrijf Antonov heeft de luchthaven in eigendom en dochteronderneming Antonov Airlines exploiteert de luchthaven.
Aan het begin van de Russische invasie van Oekraïne in 2022 werd de luchthaven vanwege het strategische belang na gevechten met het Oekraïense leger ingenomen door de Russen. Het grootste vrachtvliegtuig ter wereld, de Antonov An-225, was gestationeerd op Hostomel en werd hierbij vernietigd.

## Geschiedenis
De bouw van de luchthaven begon in 1959, terwijl commerciële vrachtactiviteiten pas begonnen in 1989. Dit zorgde voor een aantal pogingen van demilitarisering en commercialisering van het Antonov Design Bureau.

### Russische invasie van Oekraïne
Op 24 februari 2022, de eerste dag van de Russische invasie, werd de luchthaven aangevallen en bezet door het Russische leger. Later op diezelfde dag kwamen tussen 20.00 en 22.00 uur plaatselijke tijd (UTC +2) berichten naar buiten dat de luchthaven heroverd was.
Een Oekraïense functionaris, Aleksey Arestovich, kondigde in de loop van de nacht aan dat de luchthaven heroverd was en dat de Russische luchtlandingstroepen (VDV) waren "vernietigd". Dit werd echter ontkend door het Russische leger.

## Testoperaties voor vliegtuigen
Hostomel is oorspronkelijk gebouwd als geheime interne vluchttest- en verbeteringsbasis voor gebouwde Antonov-vliegtuigen. Het is dan ook uitgerust met speciale apparatuur zoals een kunstmatige bliksemgenerator en testvluchtzone. De zusterfaciliteit die verantwoordelijk is voor de productie bevindt zich in Kiev op Svjatosjyn Airport.

## Vrachtoperaties
De luchthaven wordt gebruikt door Antonov Airlines, maar desgewenst ook door andere vrachtvervoerders. De volgende faciliteiten en diensten zijn op de luchthaven aanwezig:
- overslag (lucht-naar-auto; lucht-naar-spoor)
- opslagcapaciteiten
- grenscontrole en douane
- vliegtuigonderhoud